# Orde de Calatrava
L'orde de Calatrava fou un orde militar religiós fundat a Castella, en el segle xii, per l'abat Raimon de Fitero, amb l'objectiu inicial de protegir la vila de Qal'at Rabah, castellanitzat com a Calatrava (prop de l'actual Ciudad Real). Pertany a la família dels ordes cistercencs.

## Història
El seu origen es deu a un gest heroic. Calatrava havia estat arrabassada als àrabs per Alfons VII de Castella el 1147. Donada la importància estratègica del lloc com a baluard avançat de Toledo davant els moros, el rei va voler assegurar la seva defensa lliurant-la a l'Orde del Temple, ja que per aquelles dates no existien els exèrcits regulars, ni era fàcil poblar les zones de frontera. Uns anys més tard, davant l'embranzida islàmica, el Temple va donar l'empresa per perduda, i va retornar la fortalesa al rei Sanç III de Castella.
Aquest rei va reunir als seus notables i va oferir Calatrava a qui es fes càrrec de la seva defensa. Entre la sorpresa i les bromes dels nobles, Ramon de Fitero, abat del monestir cistercenc de Fitero, assessorat pel monjo Diego Velázquez, que havia estat prèviament guerrer, va acceptar el repte. Com que no van oferir-se més alternatives, el rei va complir la seva paraula, lliurant Calatrava als monjos de Fitero. Ells, per la seva banda, van formar en poc temps un exèrcit de més de 20.000 monjos-soldat, unint, als quals havia aconseguit organitzar Diego Velázquez en les proximitats de Calatrava, els quals havia reclutat l'abat al Regne d'Aragó. Davant tal multitud, els àrabs van declinar entrar en batalla, retirant-se cap al sud. A poc a poc, els monjos que van romandre en Calatrava es van deslligar de l'Orde del Cister, fundant el seu propi orde militar, derivat en el religiós del mateix Cister, però inspirat en els aspectes militars i estratègics del Temple.
La idea havia estat suggerida per Diego Velázquez, monjo que havia estat militar abans: es tractava de fer servir els germans laics de l'abadia per a formar l'exèrcit que hauria de defensar Calatrava. Els germans laics no havien fet els mateixos vots que els monjos i feien les tasques agrícoles, artesanals i d'altres tipus que permetien la subsistència a de l'abadia. En el nou orde, els laics esdevindrien soldats de Crist i permetrien ésser cavallers a persones que no provenien de les famílies nobles.

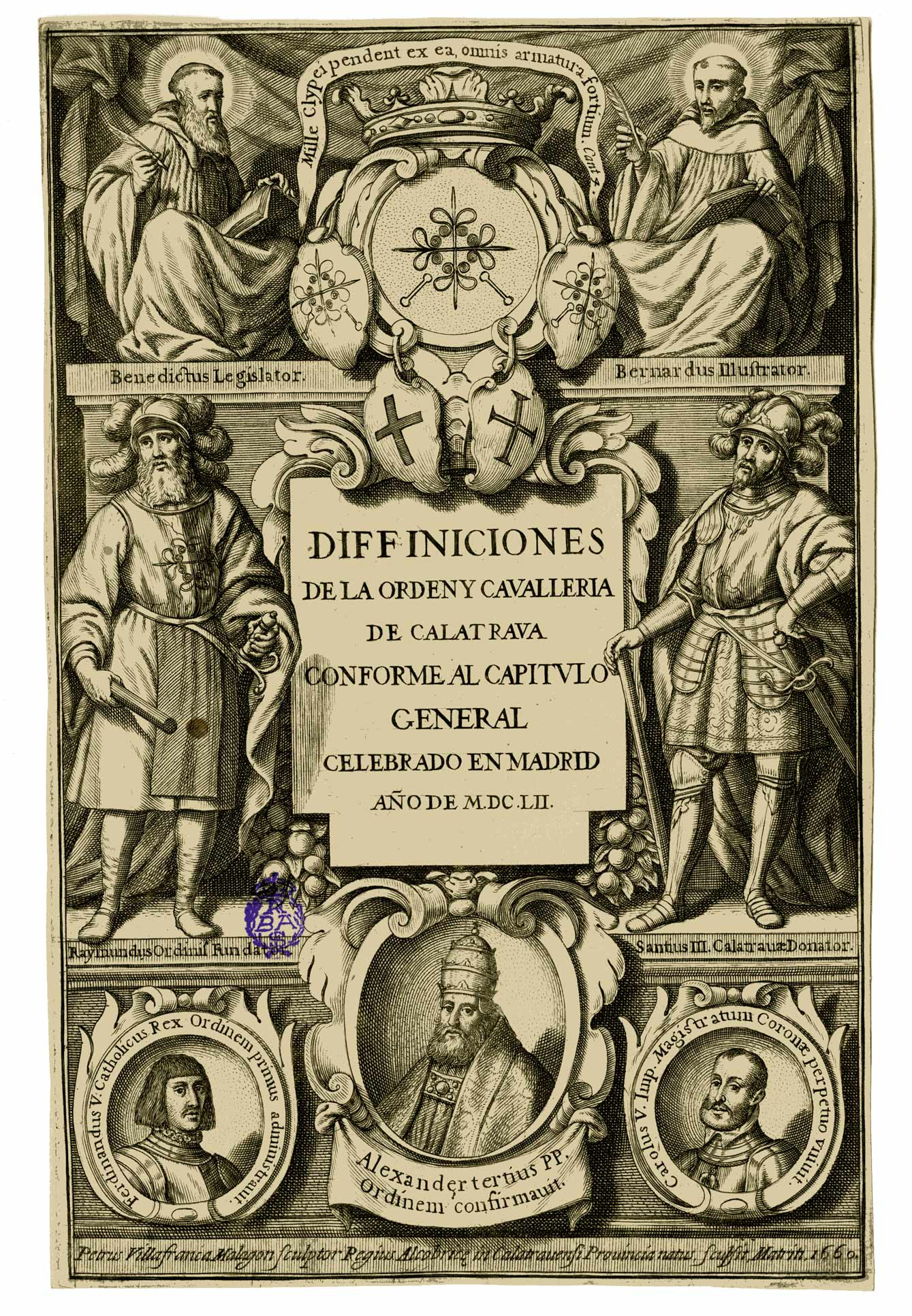
Definicions de l'Ordre i Cavalleria de Calatrava conforme amb el Capítol General celebrat a Madrid, any de MDCLII, estampa de portada signada pel gravador del rei Pedro de Villafranca: Petrus Villafranca Malagón sculptor Regius Alcobrice in Calatravensi Província natus sculpsit, Madrid, 1660. (Reial Acadèmia de Belles Arts de Sant Ferran, Madrid).

A la mort de l'abat Ramon (1163), va ser triat com a mestre Don García. Els monjos cistercencs van deixar Calatrava i van anar al monestir de Ciruelos, mentre que els antics germans laics, ara cavallers de l'orde, romanien al castell amb alguns clergues que dirigirien la vida religiosa de la comunitat. Diego Velázquez va ser el prior de la comunitat. Aquesta ordenació, innovadora a l'època, va ser aprovada pel capítol general de l'orde del Cister i pel papa Alexandre III (1164).
El 1187 va aprovar-se la primera regla pròpia de l'orde, modelada sobre els costums cistercencs per a germans laics. Va imposar als cavallers, a més de les obligacions dels tres vots religiosos (obediència, castedat i pobresa), les de guardar silenci en el dormitori, refetor (menjador) i oratori; dejunar quatre dies la setmana, dormir amb la seva armadura, i dur, com a única vestimenta, l'hàbit blanc cistercenc amb la creu morada (després vermella) de l'orde: una creu grega amb flors de lis a les puntes.
Des de la seva fundació fins a principis del segle xiii va sofrir una sèrie d'alts i baixos. Després de la derrota cristiana en la batalla d'Alarcos (1195) fins i tot va haver d'evacuar les seves possessions i refugiar-se a Toledo. Va arribar el seu fiançament definitiu després de la batalla de Las Navas de Tolosa (1212), quan va fixar la seva seu en la nova fortalesa de Calatrava la Nova (1218) construïda per presoners musulmans en la seva major part. Des de llavors i fins al final de la Reconquesta va gaudir d'un gran poder polític i militar, rivalitzant en més d'una ocasió amb el dels reis, atès que l'Orde de Calatrava no els obeïa a ells, sinó al Maestre, i en últim terme al Papa. En 1221 incorporà els drets i béns de l'Orde de Monfragüe, que desaparegué, i va participar en la presa d'isbiliya en 1248.
Ferran el Catòlic va assolir ser triat Maestre de l'Orde en 1477 per una butlla papal, i a partir d'ell tots els reis d'Espanya van revalidar el títol.

Sota el comandament dels successius monarques, i amb la reconquesta de la península finalitzada, gradualment van anar desapareixent tant l'esperit militar com el religiós. Amb el temps, la seva única raó d'existir eren la generació d'ingressos procedents dels seus grans dominis, i la conservació de les seves relíquies. Confiscats els béns de l'orde per disposició de Josep I Bonaparte el 1808, van ser restituïts en 1814 per Ferran VII d'Espanya, per a acabar definitivament secularitzats en 1838.

Primera versió de la Creu de Calatrava, anterior al s. XVI
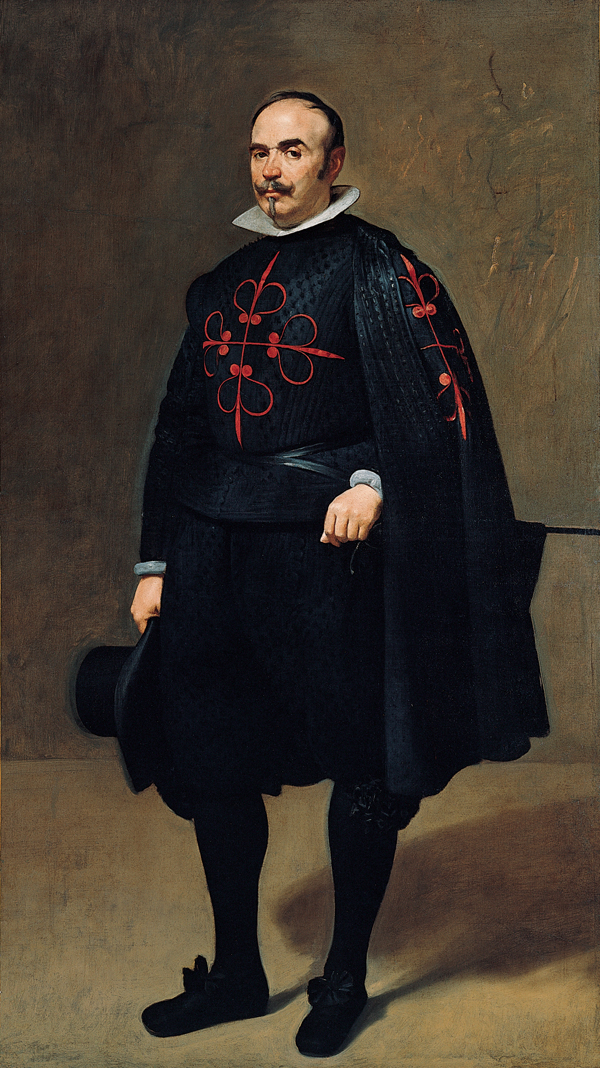
Pedro de Barberana com a cavaller de Calatrava, per Diego Velázquez

## Dignitats
Les altes dignitats de l'Orde van anar apareixent amb l'esdevenir dels anys, essent confirmades en els estatuts definitius (1467). Per ordre de jerarquia, eren les següents: 
Mestre (maestre)autoritat suprema de l'Orde. Atorgava les encomanes. Conferia hàbits i priorats. Administrava justícia a totes les persones pertanyents a l'Orde, vassalls inclosos. El càrrec era electiu i vitalici.
Comanadors majors de Castella i Aragó (comendadores)primeres autoritats, després del mestre, en les comandes dels respectius regnes.
Clavari (clavero)la seva missió era guardar i defensar el castell i convent major de l'Orde, és a dir, la seva seu de Calatrava la Nueva.
Priorencarregat de la cura espiritual dels cavallers. Representava a l'abat de Marimond.
Sagristàencarregat de la custòdia de les relíquies de l'Orde, vasos sagrats i ornaments.
Obrer majorsupervisor de les obres i edificacions.:Categoria principal: Cavallers de l'orde de Calatrava

## Mestres de l'Orde
1. Don García (1164–1169)
2. Fernando Icaza (1169–1170)
3. Martín Pérez de Siones (1170–1182)
4. Nuño Pérez de Quiñones (1182–1199)
5. Martín Martínez (1199–1207)
6. Ruy Díaz de Yanguas (1207–1212)
7. Rodrigo Garcés (1212–1216)
8. Martín Fernández de Quintana (1216–1218)
9. Gonzalo Yáñez de Novoa (1218–1238)
10. Martín Ruiz de Cevallos (1238–1240)
11. Gómez Manrique (1240–1243)
12. Fernando Ordóñez (1243–1254)
13. Pedro Yáñez (1254–1267)
14. Juan González (1267–1284)
15. Ruy Pérez Ponce de León (1284–1295)
16. Diego López de Santsoles (1295–1296)
17. Garci López de Padilla (1296–1322)
18. Juan Núñez de Prado (1322–1355)
19. Diego García de Padilla (1355–1365)
20. Martín López de Córdoba (1365–1371)
21. Pedro Muñiz de Godoy (1371–1384)
22. Pedro Álvarez de Pereira (1384–1385)
23. Gonzalo Núñez de Guzmán (1385–1404)
24. Enrique de Villena (1404–1407)
25. Luis González de Guzmán (1407–1443)
26. Fernando de Padilla (alguns mesos de 1443)
27. Alfons VI de Ribagorça (finals de 1443–1445)
28. Pedro Girón (1445–1466)
29. Rodrigo Téllez Girón (1466–1482)
30. García López de Padilla (1482–1489)

- Monarquia Espanyola (desde 1489 en endavant)

## Llocs i monuments relacionats amb l'Orde de Calatrava
Situats en la província de Ciudad Real (Espanya): 
- Campo de Calatrava. Comarca en la qual es troben els llocs principals de l'Orde (Calatrava la Nueva, Almagro, etc.).
- Castell de Calatrava la Vieja (Carrión de Calatrava). Seu de l'Orde durant el segle xii.
- Castell de Salvatierra (Calzada de Calatrava). Seu de transició, durant els primers anys del segle xiii.
- "Sacro-Convento Castillo" de Calatrava la Nueva (Aldea del Rey). Seu definitiva a partir de 1218.
- Palacio de Clavería (Aldea del Rey). Residència del Clavari de l'orde des de mitjans del segle xvi.
- Almagro. Principal ciutat de l'Orde.
- Miguelturra, una de les localitats favorites de l'Orde i motiu de confrontació principal amb la veïna Villareal (després Ciudad Real), única ciutat depenent directament del rei de Castella en la zona.
- Shalbatarra

Situat en la província de Terol (Espanya): Castell dels Calatravos (Alcanyís). Testimoni de la important presència de l'Orde en el Baix Aragó. Segle XII.

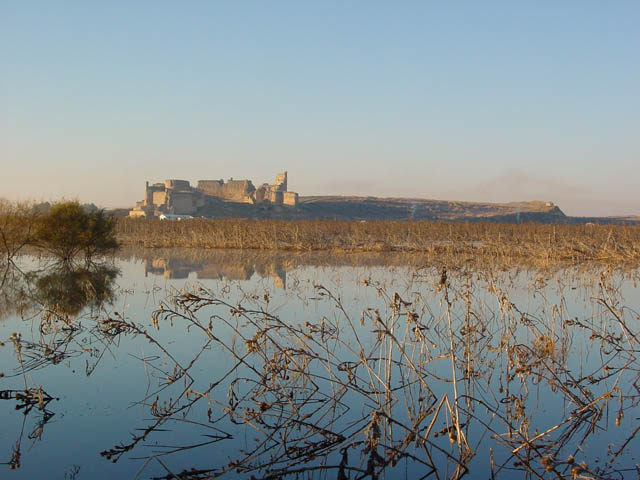
Ruines de Calatrava la Vieja, origen de l'orde
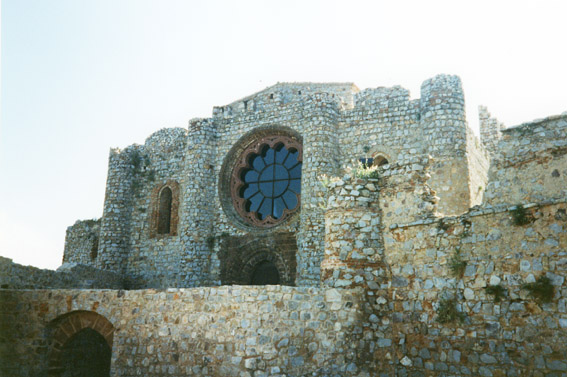
Castell de Calatrava la Nueva, casa mare de l'orde des de 1218
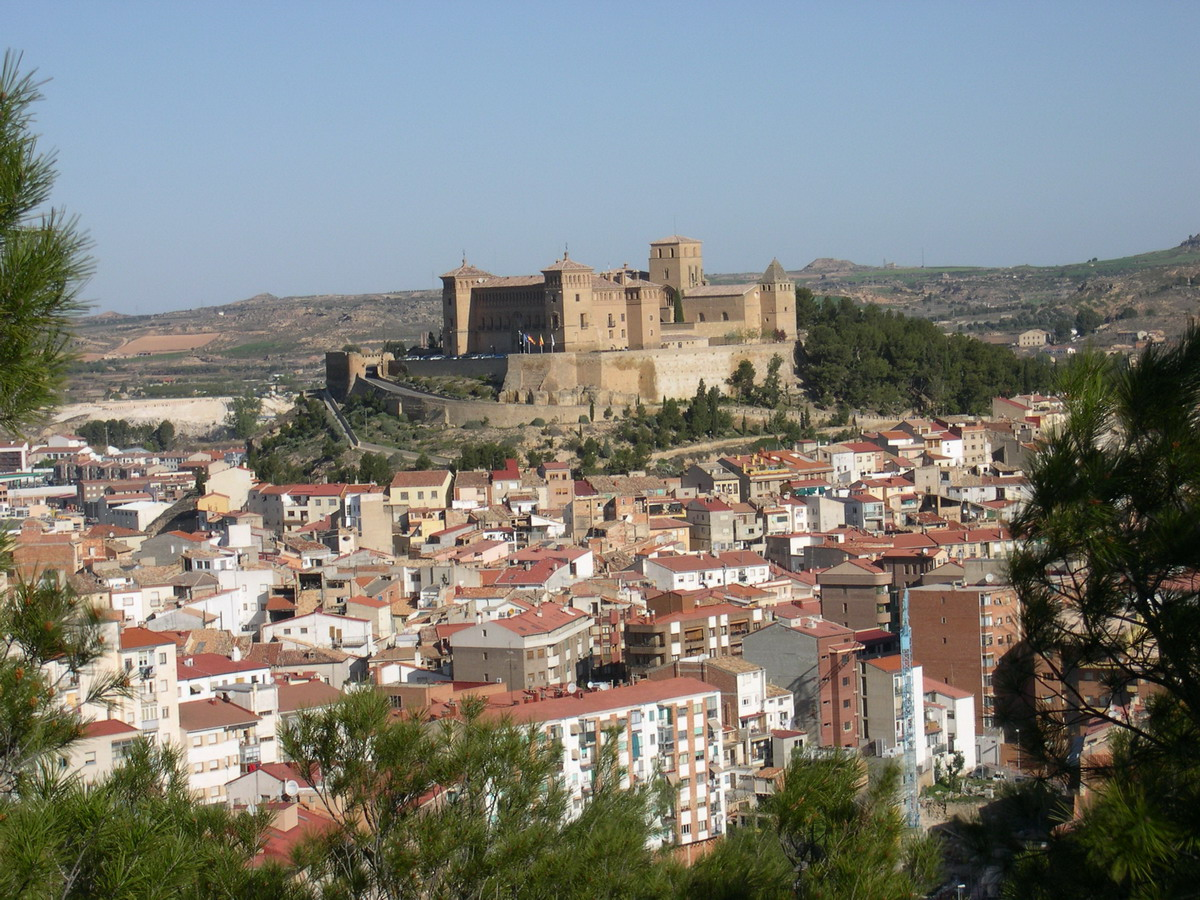
Alcanyís, amb el castell de l'orde
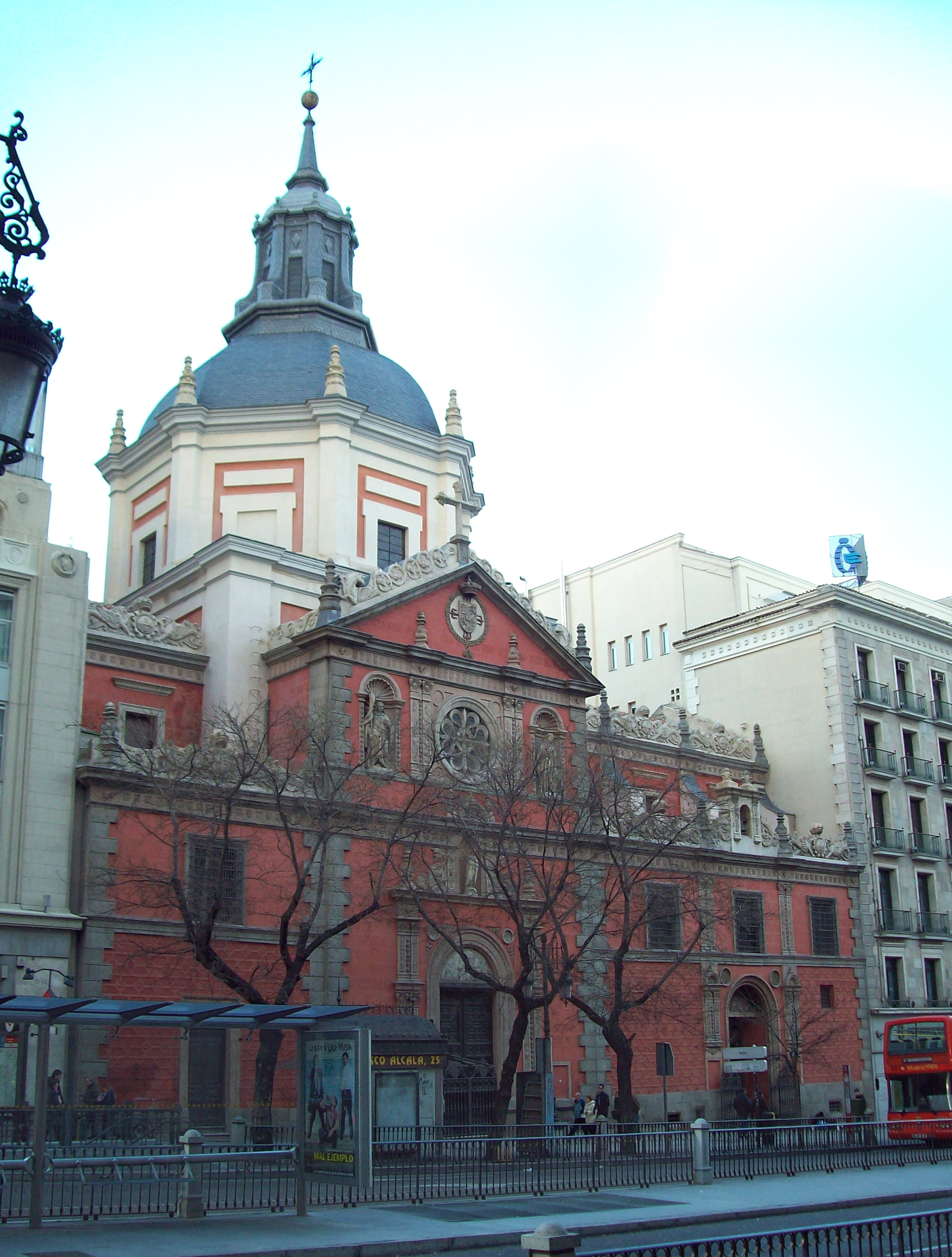
Església de la Concepción Real de Calatrava a Madrid, 1670-1678